# Интроццо
Интроццо (итал. Introzzo) — коммуна в Италии, располагается в регионе Ломбардия, в провинции Лекко.
Население составляет 137 человек (2008 г.), плотность населения составляет 46 чел./км². Занимает площадь 3 км². Почтовый индекс — 23835. Телефонный код — 0341.
Покровителем коммуны почитается святой Антоний Великий, празднование 17 января.

## Демография
Динамика населения:

## Администрация коммуны
- Официальный сайт: https://web.archive.org/web/20060304010723/http://www.comune.introzzo.lc.it/